# U Crateris
U Crateris är en pulserande variabel av Mira Ceti-typ i stjärnbilden Bägaren. 
Stjärnan varierar mellan visuell magnitud +9,5 och svagare än 13,5 med en period av 169 dygn.